# Srŏk Ânlóng Vêng
Srŏk Ânlóng Vêng är ett distrikt i Kambodja.   Det ligger i provinsen Ŏtâr Méanchey, i den nordvästra delen av landet, 300 km norr om huvudstaden Phnom Penh.